# Tortillová zeď
Tortillová zeď (anglicky Tortilla Wall) je název 14 kilometrového úseku zdi na americko-mexické hranici. Táhne se mezi hraničním přechodem Otay Mesa a Tichým oceánem. Pojmenování pochází od tradiční mexické placky tortilly.